# جاك غويبرت
جاك-أنطوان-هيبوليت، كونت دي غيبرت (12 نوفمبر 1743 – 6 مايو 1790) هو جنرال فرنسي وكاتب عسكري. وُلد في مونتوبان ورافق والده في الحروب قبل أن يصبح هو نفسه جنرالًا. في سنة 1770 نشر مقالة عن التكتيكات كان لها صدى واسع في زمانه.

## السيرة الذاتية
ولد غيبرت في مونتوبان، وفي الثالثة عشرة رافق والده شارل-بونوا، كونت دي غيبرت (1715–1786)، رئيس أركان المارشال دي بروييه إبان حرب السنوات السبع في ألمانيا، ونال وسام سان لوي ثم رُقّي إلى رتبة عقيد أثناء الحملة على كورسيكا (1767).
عام 1773 زار ألمانيا وحضر تدريبات ومناورات الجيش البروسي. وقد رحّب به فريدريك الأكبر وأظهر تقديرًا لقدرته، فتناقشا مطولًا في الشؤون العسكرية. صدر يوميات رحلة إلى ألمانيا مع مقدمة بقلم تولونجون (باريس، 1803). أما دفاع عن نظام الحرب الحديث (نوشاتل، 1779) فهو رد علمي محكم على منتقديه ودفاع عن النهج البروسي في التكتيك، وقد استند إليه عندما تعاون سنة 1775 مع كلود لوي، كونت دي سان جرمان في سلسلة إصلاحات ناجحة للجيش الفرنسي. وفي تلك الفترة أيضاً أحبته جولي دي ليسبيناس، ولا تزال رسائلها إليه مقروءة حتى اليوم.
سقط سان جرمان سنة 1777، فتبعته نقمة البلاط على غيبرت الذي رُقّي إلى مارشال دي كام ثم نُقل إلى وظيفة أركانية في الأقاليم. دافع هناك بقوة عن رئيسه السابق. وقبيل الثورة الفرنسية استُدعي إلى وزارة الحرب، لكنه أصبح هدفًا جديدًا للهجوم، فتوفي - في واقع الأمر خيبةً وحسرة - يوم 6 مايو 1790.

## مؤلفاته
- مقالة عامة في التكتيك (لندن، 1770). طُبع مرارًا وتُرجم إلى الإنجليزية والألمانية وحتى الفارسية، ويُعد أبرز ما كتبه جندي عن الحرب حتى 1871.[1]
- ملاحظات حول البنية السياسية والعسكرية لجيش صاحب الجلالة البروسي (أمستردام، 1778).
- مديح المارشال كاتينا (1775)، وميشيل دو لوبيه (1778)، وفريدريك الأكبر (1787).
- مسرحية الكونتستابل دي بوربون (1775)، ويوميات رحلات في فرنسا وسويسرا.
- عن القوة العامة في كل علاقاتها (باريس: ديدو الأكبر، 1790) حيث ناقش جدل الميليشيات والجيوش المحترفة.[1]

فرّق غيبرت بين «التكتيك» و«التكتيك الكبير» (ما يُعرف اليوم بـاستراتيجية كبرى) في المقالة العامة في التكتيك.

### مؤلفاته
- المقالة العامة في التكتيك، تر. جوناثان أبيل (لايدن: بريل، 2021).
- (غيبرت) Essai général de la Tactique (لندن، 1772).
- ترجمة اللفتنانت دوغلاس: A General Essay on Tactics (وايتهول، 1781).
- مقتطفات مترجمة حديثًا في: بياتريس هويسر، صناع الاستراتيجية: أفكار حول الحرب والمجتمع من مكيافيلي إلى كلاوزفيتز (سانتا مونيكا، 2010)، ص 147–170.

### دراسات ثانوية
- جوناثان أبيل، جاك-أنطوان-هيبوليت، كونت دي غيبرت: والد غرانديه نابليون (نورمان: مطبعة جامعة أوكلاهوما، 2016).
- إثيل غروفييه، استراتيجي التنوير: كونت دي غيبرت (1743-1790) (باريس: أونوريه شامبيون، 2005).
- لوسيان بوارير، أصوات الاستراتيجية (باريس: فايار، 1985).
- تولونجون، مديح حقيقي لغيبرت (باريس، 1790)؛ مدام دي ستال، مديح غيبرت؛ باردين، ملاحظة تاريخية عن الجنرال غيبرت (باريس، 1836)؛ فلافيا دان ألديغيير، خطاب عن حياة وكتابات كونت دي غيبرت (تولوز، 1855)؛ كونت فوريستيه، سيرة كونت دي غيبرت (مونتوبان، 1855)؛ كونت تسور ليبّه، «فريدريك الأكبر والعقيد غيبرت»، ميلتار-فوخنبلات 9 و10 (1873).
- بياتريس هويسر، «غيبرت (1744-1790): نبي الحرب الشاملة؟»، في: ستغ فورستر وروجر تشيكرنغ (محرران)، الحرب في عصر الثورة: حروب الاستقلال الأمريكية والثورة الفرنسية، 1775-1815 (كامبريدج، 2010)، ص 49–67.